# 大蛇に嫁いだ娘
『大蛇に嫁いだ娘』（だいじゃにとついだむすめ）は、フシアシクモによる日本の漫画作品。2021年2月にpixivコミック「コミックマルシェ」で連載開始。2021年11月にKADOKAWAよりコミックビームレーベルで単行本が発売。
ダ・ヴィンチ×ニコニコ「次にくるマンガ大賞2022」のWebマンガ部門にノミネートされたほか、NTTソルマーレ「コミックシーモア」の「電子コミック大賞2023」で男性部門賞を受賞。

## あらすじ
額に傷のある村娘のミヨは、供え物として大蛇に嫁がされる。ミヨは最初は大蛇に怯えるが、大蛇の優しさに接してやがて心をひらく。

## 登場人物
声は、ボイスコミックの担当声優。
大蛇
声 - 子安武人
ミヨの村の近くの山に住む大蛇。山の主。500歳くらい
ミヨ
声 - 花守ゆみり
額に傷のある村娘。18歳。村のために大蛇に嫁がされる。
清之助（せいのすけ）
ミヨの父。親友の喜助を殺した疑いをかけられた後、水死体でみつかる。
ミチ
ミヨの母。清之助の死後、気がふれる。
渉（わたる）
ミヨの弟、11歳。お姉ちゃんっ子。
安憬
恩人の仇である大蛇を探して旅をしている僧侶。21歳、東北出身。
徳郎
ミヨの村の村長
元二（げんじ）
喜助の弟。31歳。ミチに片思いしていたため、ミヨらに優しく接する。
八兵衛
なぜか人語を解するタヌキ。大蛇とミヨの仲をとりもつ。80歳くらい。

## 書誌情報
- フシアシクモ 『大蛇に嫁いだ娘』 KADOKAWA〈ビームコミックス〉、既刊6巻（2024年8月9日現在）
  1. 2021年11月12日発行、ISBN 978-4-04-736844-6
  2. 2022年4月12日発行、ISBN 978-4-04-737004-3
  3. 2022年10月12日発行、ISBN 978-4-04-737244-3
  4. 2023年5月12日発行、ISBN 978-4-04-737437-9
  5. 2024年1月12日発行、ISBN 978-4-04-737818-6
  6. 2024年8月9日発売[4]、ISBN 978-4-04-738038-7